# Optisk signal
Optisk signal eller ljussignal är en signal som överförs med hjälp av ljus.
De optiska signalerna kan överförs med avsikt att en människa skall tolka signalen eller som en överföring mellan olika elektroniska komponenter. I det senare fallet vid optisk kommunikation sker överföringen oftast i form av digitala signaler.